# Wanda Tuerlinckx
Wanda Tuerlinckx is een Belgische fotograaf met Amsterdam als thuisbasis. Sinds 2015 legt zij de robotrevolutie vast met een houten boxcamera uit de negentiende eeuw.

## Biografie
De Belgische Tuerlinckx groeide op in Antwerpen. Zij studeerde Fotografie aan de Sint-Lukas Academie te Brussel en aan de Gerrit Rietveld Academie te Amsterdam. Sinds de jaren '90 is zij als fotograaf gevestigd in Amsterdam.

## Werk
Tuerlinckx werkt als portret- en documentairefotograaf. In 1992 heeft zij verschillende ouderen in de Amsterdamse Jordaan geportretteerd. Deze reeks portretten is aangekocht door het Stadsarchief van Amsterdam. Tuerlinckx verwierf eind jaren '90 bekendheid met haar foto's van voetballers van Ajax. In 2003 maakte ze een serie portretten van gesluierde vrouwen in Nederland die is aangekocht door het Rijksmuseum te Amsterdam.

### Camera
Sinds 2012 maakt Tuerlinckx gebruik van een zeer klassieke vorm van fotografie. Haar houten camera, die zij Eduard noemt, dateert uit circa 1880. Zij gebruikt fotopapier als negatief, een techniek die door de Britse fotograaf  William Fox Talbot ontwikkeld is. 

### Inspiratie
Als inspiratiebronnen heeft Tuerlinckx onder meer Julia Margaret Cameron, Diane Arbus, Edward Steichen en Bernd en Hilla Becher. Ook put zij inspiratie uit het werk van Leonardo da Vinci en Man Ray.

### Robot Portraits
Sinds 2015 is Tuerlinckx bezig met de serie Robot Portraits, die kenmerken van kunst en wetenschappelijke fotografie verenigt. Zij heeft de afgelopen jaren de meest toonaangevende wetenschappelijke instituten en universiteiten bezocht om de revolutionaire ontwikkelingen op het gebied van robotica te fotograferen. Door nu met een camera uit de tijd van de industriële revolutie de zich ontvouwende robotrevolutie vast te leggen, brengt Tuerlinckx verleden, heden en toekomst samen in één beeld.  
Vijf foto's uit deze serie waren in 2007 op Noorderlicht (fotomanifestatie)  te zien. Haar foto's van robots werden door Arno Haijtema in De Volkskrant omschreven als "beelden die iets zachts en vertrouwds hebben, maar ook iets vervreemdends."
Van juni tot september 2018 waren acht foto's uit de serie te zien in Museum Boijmans Van Beuningen als onderdeel van de expositie 'Anima Mundi'. In de tentoonstelling waren kunstwerken bijeengebracht die als thema 'bezieling' hadden. De robotbeelden van Tuerlinckx stralen meer uit dan alleen technisch vernuft. Door hun lijven stroomt geen bloed, maar toch zijn zij niet wezenloos. In een interview met het Amerikaanse kunstblad Artsy vertelde Tuerlinckx dat zij is gefascineerd door de herkenning en de mogelijke afkeer die mensachtige robots oproepen. Dat aspect heeft binnen de robotica een naam: de Griezelvallei  ('the uncanny valley').
Als onderdeel van de serie Robot Portraits heeft Tuerlinckx in 2017 een dubbelportret gemaakt van de bekende Japanse robotwetenschapper Hiroshi Ishiguro met zijn robot-evenbeeld geminoid HI-4 (styling door Brian Enrico Body Couture). Op een andere foto van de serie is de android van de Japanse schrijver Natsume Soseki te zien. Soseki leefde in de tijd dat de camera van Tuerlinckx werd uitgevonden. De android van Soseki verzorgt met de oorspronkelijke stem van Soseki tegenwoordig colleges aan de Nishogakusha Universiteit in Tokyo. De overige foto's uit de serie bevatten meer bekende namen uit de robotwereld, onder meer de android Sophia die in oktober 2017 het Saoedisch burgerschap ontving.

## Tentoonstellingen (selectie)
- 2018 – Anima Mundi, Museum Boijmans Beuningen, Rotterdam
- 2017 – Nucleus | De verbeelding van de wetenschap, Noorderlicht Fotomanifestatie, Groningen
- 2017 – European Robotics Week 2017, Amsterdam
- 2016 – European Robotics Forum 2016, Ljubljana, Slovenië
- 2013 – I am a Photograph, Punt WG, Amsterdam
- 2010 – Dutch Footballers, openluchttentoonstelling  van portretten van voetballers van het Nederlands elftal, Westerstraat, Amsterdam
- 2009 – Future Fashion, 'Cadixroute, City in Change', Antwerpen
- 2006 – Radiance Collection, Romy Smits, Antwerpen
- 2003 – Last Respects, Mortalis Fotomuseum Den Haag[15]
- 1997 – Cinema District Almere, Jan des Bouvrie, Naarden
- 1992 – Last Respects, On the Face of Europe/Beyond the Portrait, Derby, Verenigd Koninkrijk
- 1992 – Last Respects, Mai de la Photo, Parijs, Frankrijk
- 1992 – Last Respects, Art Forum, Praag, Tsjechië